# Dryocampa semialba
Dryocampa semialba är en fjärilsart som beskrevs av H.Rolle. Dryocampa semialba ingår i släktet Dryocampa och familjen påfågelsspinnare. Inga underarter finns listade i Catalogue of Life.